# Audeïnis
Els audeïnis (Audeini) són una tribu de lepidòpters ditrisis de la subfamília Erebinae i la família Erebidae.

## Taxonomia
La tribu està estretament relacionada amb la tribu Catocalini, que també pertany a Erebinae.

## Gèneres
- Audea
- Crypsotidia
- Hypotacha